# Ангел Запрянов
Ангел Вълков Запрянов е български партизанин и политик от БКП.

## Биография
Роден е на 4 септември 1926 г. в Костенец. Учи в Шеста мъжка гимназия в София. От 1941 г. членува в РМС, а от 1946 г. и в БКП. Партизанин е във Втора бригада „Чавдар“ (Четвърта софийска бригада). През 1952 г. завършва висше образование в Чехословакия със специалност „Металургия“ и на следващата година специализира в СССР. Бил е директор и генерален директор на МК „Кремиковци“ (1957 – 1962), заместник-министър на химията и металургията (1962 – 1966). Между 1971 и 1979 г. е последователно е първи заместник генерален директор на ДСП „Технокомплекс“ (1971 – 1974), заместник-министър на машиностроенето и металургията и генерален директор на ДСО „Черна металургия и рудодобив“. От 1962 до 1976 г. е кандидат-член на ЦК на БКП, а от 1976 до 1981 г. е член. Член е на градския комитет на БКП в София. Между 1979 и 1982 г. е ръководител на търговското представителство на НРБ в Букурещ. От 1983 до 1986 г. оглавява корпорация „Черна металургия“ с ранг на първи заместник-министър на енергийно-суровинните ресурси. С указ № 3920 от 5 ноември 1984 г. е обявен за Герой на социалистическия труд. Носител на орден „Георги Димитров“ (1963), орден „Народна република България“ I ст. (1976), орден „За храброст“ III ст. и орден „Народна свобода 1941 – 1944 г.“.